# ديك بوشارد
ديك بوشارد هو لاعب هوكي جليد كندي، ولد في 2 ديسمبر 1934 في Letellier, Manitoba ‏ في كندا، وتوفي في 10 سبتمبر 1996.

## وصلات خارجية
- ديك بوشارد على موقع دوري الهوكي الوطني (الإنجليزية)
- ديك بوشارد على موقع قاعة مشاهير الهوكي (لاعب أن.إتش.أل) (الإنجليزية)
- ديك بوشارد على موقع EliteProspects.com (الإنجليزية)
- ديك بوشارد على موقع HockeyDB.com (الإنجليزية)
- ديك بوشارد على موقع Hockey-Reference.com (الإنجليزية)